# ROH 맨 업
맨 업(Man Up)은 링 오브 오너(ROH)가 주관하던 월간 페이퍼뷰로 2007년 9월 15일에 일리노이주 시카고리지에서 녹화되어 그 해 11월 30일에 방영되었고, 2007년만 진행되었다.

## 결과

### 2007년
- 다크 매치 1 : 어르니 오시리스 & 실리아스 영이 바비 뎀프씨 & 레트 티튜스에게 승리
- 나이젤 맥구이니스가 클라우디오 캐스터그놀리 , 크리스 히어러 , 나오미치 마루푸지와의 4자간 서바이벌 경기에서 승리
- 락키 로메로가 맷 크로스에게 승리
- 오스틴 에리즈가 데이비 리쳐즈에게 승리
- 로데릭 스트롱이 에릭 스티븐스에게 승리
- 타케시 모리시마가 브라이언 다니엘슨을 꺾고 RoH 월드 헤비급 타이틀 방어에 성공함
- 브리스코 형제 (제이 & 마크)가 캐빈 스틴 & 엘 제네리코와의 사다리 경기에서 승리하여 RoH 월드 태그팀 타이틀 방어에 성공함
- 다크매치 2 : 미치 프랭클린이 알렉스 페인을 꺼고 탑 오프 더 클레스 트로피 방어에 성공함
- 다크매치 3 : 데이지 헤이즈 & 어메이징 콩이 레이시 & 사라 델 레이에게 승리
- 다크매치 4 : BJ 휘트머 & 브렌트 얼브라잇이 YRR (체이신 렌스 & 캐니 킹)에게 승리
- 다크매치 5 : 잭 에반스와 타일러 블랙의 경기가 무효 처리
- 다크매치 6 : 잭 에반스와 아이리쉬 에어본 (제이크 & 데이브 크리스트)과 에이지 오브 더 폴 (지미 제이콥스 & 타일러 블랙 & 니크로 부처)의 대결이무효 처리
- 다크매치 7 : 딜릴리어스가 맷 사이달에게 승리